# Macross – The Movie
Macross – The Movie (jap. 超時空要塞マクロス 愛・おぼえていますか, Chōjikū Yōsai Makurosu: Ai, Oboete Imasu ka, auch bekannt als The Super Dimension Fortress Macross: Do You Remember Love?) ist ein Anime-Spielfilm aus dem Jahr 1984, der unter anderem das Mecha-Genre im Anime- und Spielzeug-Sektor begründete und weltweit bekannt machte. Der Film basiert auf der kurz zuvor produzierten und sehr erfolgreichen Manga- und 36-teiligen Animeserie Chōjikū Yōsai Macross (The Super Dimension Fortress Macross) und sollte so in kompakterer Form als Spielfilm auch international ein größeres Publikum ansprechen.

## Handlung
Die Zentraedi, eine Rasse von hochtechnisierten, männlichen Giganten, die sich im Glauben befinden, das sich in menschlicher Hand befindliche Raumschiff Macross würde von ihren Erzfeinden, den Protodevlin, kontrolliert werden, beginnen einen Krieg mit den Menschen und verfolgen das von der Erde geflohene und nun dorthin zurückeilende Raumschiff.
Auf der Rückreise zur Erde stößt die Besatzung immer wieder auf Verbände der Zentraedi und lernt dabei die Übertechnologie des Schiffes kennen- und einzusetzen. Während die Zentraedi dabei von der Erde ablassen und ausschließlich das Raumschiff verfolgen, herrscht unter ihnen ein Konflikt zwischen denjenigen, welche die Menschen und ihre Kultur kennenlernen wollen und denjenigen, die in dem Schiff, den Menschen und ihrer Kultur eine Beute sehen, die es zu erlegen gilt. In den folgenden Wochen kommt es ständig zu Kampfhandlungen mit den Zentraedi, wobei hier von den Menschen „Variable Fighter“ der Valkyrie-Serie (zu Kampfrobotern transformierbare Kampfflugzeuge (Mechas)) eingesetzt werden, und dann auch noch mit den plötzlich auftauchenden Todfeinden der Zentraedi, deren weiblicher Gegenpart Meltrandi, an deren Ende mit Teilen der angreifenden Zentraedi- und Meltrandi-Flotte ein Frieden geschlossen wird. Dabei spielt ein auf der Erde gefundenes Lied von einer dort ehemals lebenden Rasse, die sich als Vorfahren (Protoculture) aller drei Gruppen herausstellen, eine große Rolle. Gemeinsam geht man schließlich gegen den Oberbefehlshaber der Zentraedi vor, der die Auslöschung der Menschen und ihrer Kultur plante.

## Veröffentlichung
Dieser Film wurde mit deutschen Untertiteln als Macross – The Movie auf VHS-Videokassette und 2001 als Double-Feature mit der anschließenden sechsteiligen Fortsetzung Macross II: Lovers Again auf der DVD Macross – Complete Collection von OVA Films veröffentlicht. 
Am 26. Juli 2012 wurde der Film zum ersten Mal auf Blu-ray Disc veröffentlicht.

## Synchronisation
| Menschen           | Menschen         | Zentraedi / Meltrandi | Zentraedi / Meltrandi |
| Rolle              | Sprecher (Seiyū) | Rolle                 | Sprecher (Seiyū)      |
| ------------------ | ---------------- | --------------------- | --------------------- |
| Hikaru Ichijō      | Arihiro Hase     | Zentraedi             | Zentraedi             |
| Lynn Minmay        | Mari Iijima      | Britai 7018           | Eiji Kanie            |
| Misa Hayase        | Mika Doi         | Exsedol 4970          | Ryūsuke Ōbayashi      |
| Roy Focker         | Akira Kamiya     | Quamzin 03350         | Yūichi Meguro         |
| Claudia La Salle   | Noriko Ohara     | Warera 25258          | Jeffrey Smith         |
| Hayao Kakizaki     | Katsumi Suzuki   | Loli 28356            | Tsutomu Fujii         |
| Maximillian Jenius | Shō Hayami       | Conda 88333           | Kent Gilbert          |
| Bruno J. Global    | Michio Hazama    | Golg Boddole-Zer      | Osamu Ichikawa        |
| Vanessa Laird      | Run Sasaki       | Meltrandi             | Meltrandi             |
| Kim Kabirov        | Hiromi Tsuru     | Milia 639             | Eri Takeda            |
| Shammy Milliome    | Sanae Miyuki     | Moruk Laplamiz        | Yoshino Ōtori         |
| Lynn Kaifun        | Hirotaka Suzuoki | Tewanton 3565         | Yōko Ogai             |

## Musik
1984 erschien bei Victor Ongaku Sangyō (heute: Victor Entertainment) auf Schallplatte der Soundtrack unter dem Titel Chōjikū Yōsai Macross: Ai, Oboete Imasu ka: Original Soundtrack (Ongakuhen) (超時空要塞マクロス 愛・おぼえていますか オリジナルサウンドトラック《音楽編》). Am 3. Mai 1995 und am 23. April 2008 wurde dieser auf CD erneut veröffentlicht.
Das Titellied Ai, Oboete Imasu ka, gesungen von Mari Iijima, wurde zudem am 5. Juni 1984 auch auf Schallplatte als Extended Play veröffentlicht, die Platz 7 der Oricon-Charts erreichte. Am 22. September 1993 erschien eine Neuveröffentlichung als CD. Das Stück erschien zudem auf einer Vielzahl von Alben von Iijima, Macross-Alben, sowie Coveralben. Zudem spielt es eine zentrale Rolle in der Serie Macross Frontier, in der es von Megumi Nakajima in zwei verschiedenen Versionen gesungen wurde.